# Селівці
Селівці (біл. вёска Селеўцы) — село в складі Молодечненського району Мінської області, Білорусь. Село підпорядковане Холхлівській сільській раді, розташоване в західній частині області.

## Iсторія
У 1921–1945 роках село i фільварок знаходилось у Польщі, у Вільнюській воєводствi, Вілейського повіту, c 1927 Молодечненського повіту гміні Гарадок.

## Населення
- 1866 рік - 171 люди, 19 будинки[1]
- 1921 рік - 266 люди, 53 будинки[2].
- 1931 рік - 337 люди, 61 будинки[3].